# Yaki udon

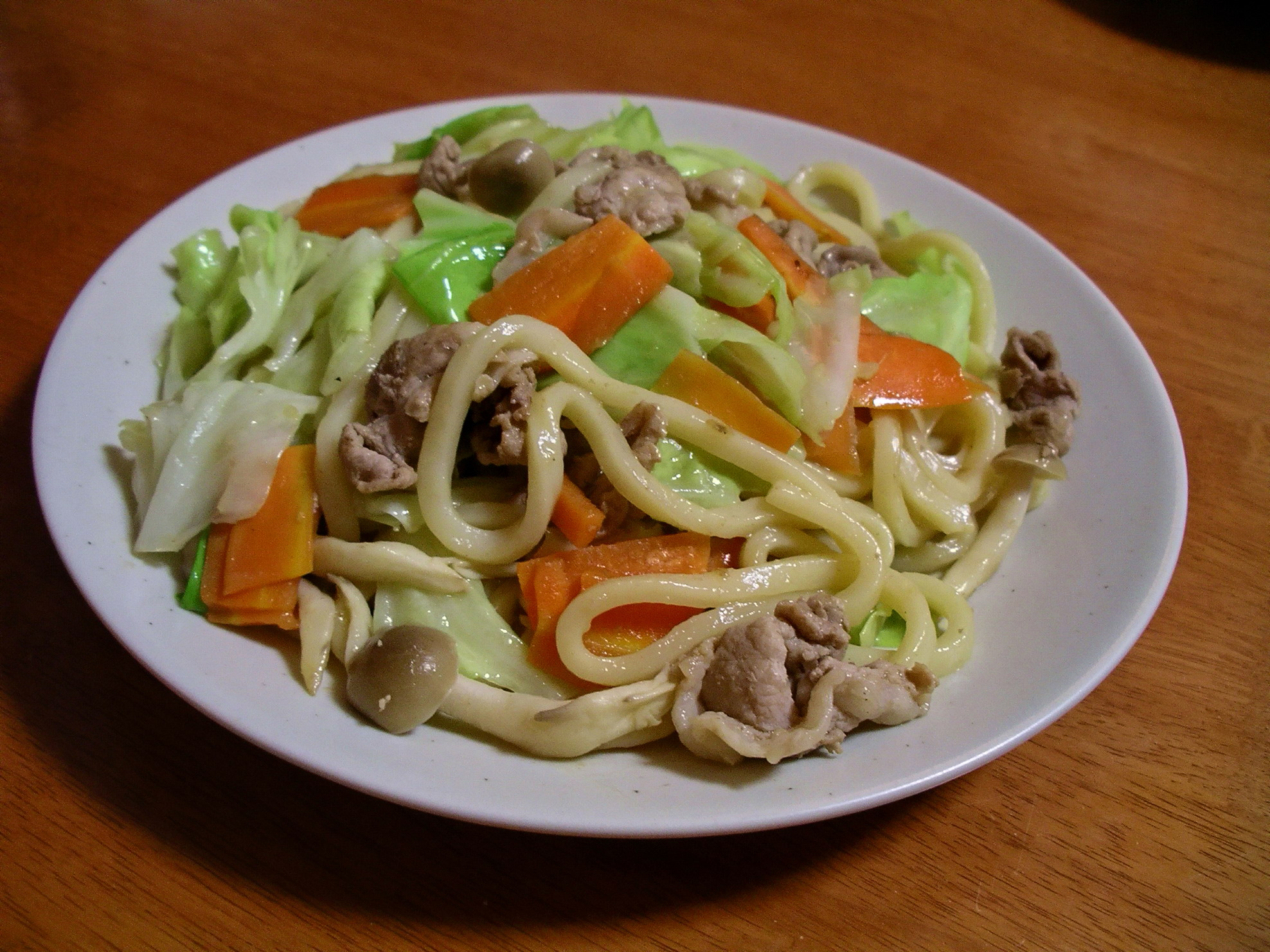
Yaki udon.

El yaki udon (焼きうどん?) es un plato japonés de udon (tallarines), carne y verdura. El plato se completa con una salsa, como la de Worcestershire, la de soja o la hoisin. Otros ingredientes comunes son la cebolla y el pimiento.
Una variante del yaki udon es el yakisoba, hecho de fideos soba.